# Yvonne Maëlec
Yvonne Gabrielle Jeanne Honorine Patrigeon dite Yvonne Maëlec, née le 9 décembre 1881 à Saint-Amand-Montrond (Cher) et morte le 12 juin 1971 à Lausanne (Suisse), est une artiste lyrique et une actrice de théâtre et de cinéma française.

## Biographie
En dehors d'articles de presse où son nom apparaît à l'occasion de premières de spectacles où elle se produisait et de sorties de films dans lesquels elle a tourné, on sait assez peu de choses d'Yvonne Maëlec active au théâtre et au cinéma pendant une quinzaine d'années entre 1903 à 1919.
Au cinéma, Yvonne Maëlec tourna dans une quinzaine de films entre 1909 et 1918, exclusivement sous la direction de Georges Monca et, pour l'essentiel, dans la série Rigadin au côté de Charles Prince qui y interprétait le rôle-titre.
Yvonne Maêlec figure encore en 1922 dans l' Annuaire international des Lettres et des Arts où elle se déclare domiciliée à Neuilly-sur-Seine 8, rue Berteaux-Dumas. C'est effectivement à cette adresse qu'elle est présente lors du recensement de 1921 avec Pierre Lebesgue, un ancien combattant invalide de guerre, qui allait devenir son second mari vingt ans plus tard.
En juillet 1927, elle est signalée en villégiature à l'Hôtel Méditerranée de Nice.
Divorcée d'un médecin vétérinaire depuis mars 1901 , elle épouse en avril 1941 Pierre Lebesgue fils naturel de Pierre d'Orléans, duc de Penthièvre (1845-1919) petit-fils du roi des français  Louis-Philippe 1er et de l'empereur du Brésil Pierre 1er.

## Carrière au théâtre
- 1903 : Giroflé-Girofla, opéra-bouffe en 3 actes et 4 tableaux d'Albert Vanloo et Eugène Leterrier, musique de Charles Lecocq, au théâtre de la Gaîté (21 avril)[9]
- 1903 : La Fille de la mère Michel, opérette en 3 actes de Daniel Riche, musique d'Ernest Gillet, au théâtre des Bouffes-Parisiens (13 octobre) : Mlle Jeanne[10]
- 1903 : Péché véniel, opérette-bouffe en 1 acte de Franc-Nohain, musique de Claude Terrasse, au théâtre des Capucines (14 novembre) : Thierry
- 1904 : Madame la Lune, opérette à grand spectacle en 6 tableaux de Paul Lincke, adaptation française de Fabrice Lémon et Maurice de Marsan, à l'Olympia (7 mai) : le groom de la Lune[11]
- 1904 : La Revue du Moulin-Rouge, revue en 2 actes et 10 tableaux de Jules Oudot[12] et J.-A. Branger, au Moulin-Rouge (25 octobre) : Mme Simon / Amélie
- 1905 : Pierrot qui pleure et Pierrot qui rit, comédie en 1 acte d'Edmond Rostand, au théâtre du Grand-Guignol (mars) : Pierrot qui rit
- 1905 : La Revue de Centrale, revue en 1 acte d'Henri de Koenigswarter, au Folies-Marigny (17 mars)
- 1905 : Au revoir... et merci !, revue en 2 actes et 11 tableaux de Henri de Gorsse et Georges Nanteuil, musique d'Alfred Margis, à la Gaîté-Rochechouart (30 décembre) : la commère[13]
- 1906 : Mistigris, opérette en 1 acte de Michel Carré, musique d'Eugène Michel au casino d'Enghien-les-Bains (27 juillet)
- 1906 : Défense d'entrer, opérette en 1 acte de Georges Lihnes, musique de Gabriel Darcy, au Palais de Bellevue à Biarritz (1er septembre)
- 1906 : La Clé du Paradis, opérette de Michel Carré, musique de Rodolphe Berger, au théâtre des Mathurins (3 décembre)
- 1907 : Les Rois s'amusent, folie-opérette en 1 acte de Lecomte-Arnold[14], musique d'Henri Bresles, au théâtre des Mathurins (31 janvier)
- 1907 : A la baguette !, fantaisie-revue de Georges et Paul Briquet, au théâtre des Capucines (14 février) : le Prince charmant
- 1907 : Venez ouïr !, revue d'Ernest Grenet-Dancourt et Georges Arnould, à la Cigale (22 mars) : Miquette
- 1907 : La Muselière, ou la Ceinture de chasteté, comédie-bouffe en 1 acte d'Auguste Achaume[15], au théâtre des Capucines (10 juillet) : Gisèle
- 1907 : Diabolo-Revue, revue en 1 acte de Marc Bonis-Charancle et Dominus, au théâtre des Capucines (10 juillet) : Fraisette
- 1908 : Péché originel, revue en 3 tableaux d'Édouard-Paul Lafargue et Jean Robiquet, à la Comédie-Royale (avril) : Eve
- 1908 : Foyer par ci, fouaillez par là !, revue d'Henri Fursy et Hugues Delorme, musique d'Édouard Mathé, à la Boîte à Fursy (8 mai)[16]
- 1908 : On rentre !, revue d'Hugues Delorme et Henri Fursy, à la Boîte à Fursy (octobre)
- 1909 : Le Coup de baguette, opérette anglo-romaine en 1 acte de Georges Montignac et Paul Moncousin, musique d'Émile Bonnamy, à la Boîte à Fursy (18 janvier) : Myrtho
- 1909 : Bas les masques !, revue en 2 actes et 4 tableaux d'Henri Fursy, musique d'Édouard Mathé, au théâtre du Palais-Royal (4 janvier) : le compère
- 1909 : L'École des Chastes, opérette en 1 acte de Paul Franck, musique d'Édouard Mathé, au Cercle militaire de Paris (16 février) : Gaëtan Chaste. Reprise le 26 août 1910 au Théâtre-Casino-Kursaal de Lyon et le 14 novembre suivant au théâtre Populaire de Paris.
- 1909 : O.É.O.É.[17], revue d'Hugues Delorme et Jean Deyrmon, musique d'Édouard Mathé, à la Boîte à Fursy (7 avril)[18]
- 1909 : Les Chantiers de la Vertu, revue d'Hugues Delorme et Jean Deyrmon, musique de Paul Monteux-Brisac, à la Boite à Fursy (4 octobre) : la commère
- 1910 : T'en as du vice !, grande revue d'été en 2 actes et 14 tableaux de Rip et Jacques Bousquet, musique d'Henri José, à la Cigale (24 juin) : la commère
- 1910 : 1911 !, revue en 2 actes de Robert Dieudonné et Charles-Alexis Carpentier, à la Boîte à Fursy (décembre) : l'Aiglon[19]
- 1911 : Le Train de 8 heures 57, revue d'Henri Enthoven, au théâtre du Palais des Beaux-Arts de Monte-Carlo (février)[20]
- 1911 : La Revue de la Boîte, revue en 1 acte et 2 tableaux de Roger Ferréol et Charles-Alexis Abadie, musique d'Édouard Mathé, à la Boîte à Fursy (3 avril) : Vénus / la présidente de la S.P.C.
- 1911 : Les Maris de Léontine, comédie en 3 actes d'Alfred Capus, au Casino de la forêt du Touquet (26 juillet) : Léontine
- 1912 : Le Petit Café, pièce en 3 actes de Tristan Bernard, au théâtre du Palais-Royal (18 février) puis en tournée : Bérangère d'Aquitaine
- 1912 : Miss Alice des P.T.T., comédie musicale en 3 actes de Tristan Bernard et Maurice Vaucaire, musique de Claude Terrasse, à la Cigale (12 décembre) : Laurence[21]
- 1913 : En scène, mon Président !, revue à grand spectacle en 2 actes d'Hugues Delorme, à la Cigale (22 janvier)
- 1914 : Les Deux Canards, pièce en 3 actes de Tristan Bernard et Alfred Athis, au théâtre du Capitole de Toulouse (avril) : Madeleine de Saint-Amour[22]
- 1915 : Chez la concierge, sketch-revue en 1 acte de Jean Hallaure, à la Comédie-Royale (30 juin)[23]
- 1919 : L'Enlèvement de la Toledad, opérette en 3 actes d'Edmond Audran, livret de Michel Carré, au théâtre des Célestins de Lyon (18 mars) : la baronne Trippmann

## Carrière au cinéma
- 1909 : Rigadin et la Jolie Manucure de Georges Monca
- 1912 : Rigadin marchand de gants de Georges Monca
- 1912 : Rigadin aux Balkans de Georges Monca : la jeune femme
- 1913 : Rigadin flirte et sa femme fait la même chose de Georges Monca
- 1913 : Monsieur le directeur de Georges Monca, d'après la pièce d'Alexandre Bisson et Fabrice Carré : Suzanne
- 1913 : Rigadin marchand de marrons de Georges Monca
- 1913 : Rigadin trahi par un baiser de Georges Monca
- 1913 : Trois Femmes pour un mari de et avec Charles Prince, d'après l'opérette d'Ernest Grenet-Dancourt : Juliette Carindol
- 1913 : La Natte de Rigadin de Georges Monca
- 1913 : Le Bon juge de Georges Monca d'après la pièce d'Alexandre Bisson : Lucie de Perpignan
- 1913 : Le Roi Koko de Georges Monca, d'après la comédie d'Alexandre Bisson : la pêcheuse
- 1914 : Sherlock Holmes roulé par Rigadin de Georges Monca
- 1914 : Madame Rigadin, modiste de Georges Monca : Madame Rigadin[24]
- 1915 : Rigadin et Miss Margaret (Rigadin et Miss Marguett) de Georges Monca
- 1915 : Rigadin et la Jolie Manucure de Georges Monca
- 1917 : Ferdinand le noceur de Georges Monca, d'après la pièce de Léon Gandillot
- 1918 : Les Leçons de chant de Rigadin de Georges Monca : Madame Gourdinais.

## Iconographie
Yvonne Maëlec a fait l'objet de nombreux portraits tirés par les grands photographes parisiens de l'époque, Reutlinger, Manuel, Paul Boyer, Walery ou Édouard Stebbing, largement diffusés par l'édition de cartes postales.